# Championnat des îles Féroé de football 1947
 (mars 2022).
Si vous disposez d'ouvrages ou d'articles de référence ou si vous connaissez des sites web de qualité traitant du thème abordé ici, merci de compléter l'article en donnant les références utiles à sa vérifiabilité et en les liant à la section « Notes et références ».
Navigation
Meistaradeildin 1946 Meistaradeildin 1948
La saison 1947 du Championnat des îles Féroé de football est la 5e édition de la première division féroïenne à poule unique, la Meistaradeildin. Les sept meilleurs clubs du pays ont joué l'une contre l'autre une fois. C'était la première fois que la compétition se jouait dans un format de ligue. Le SÍ Sørvagur remporte le titre.

## Les clubs participants
| \| B36 HB KÍ MB SÍS SÍF VBV \| Localisation des clubs engagés dans le championnat 1947. |
| B36 HB KÍ MB SÍS SÍF VBV                                                                |

- B36 Tórshavn - Tenant du Titre
- HB Tórshavn
- KÍ Klaksvík
- MB Miðvágur
- SÍF Sandavágur
- SÍ Sørvagur
- VB Vágur

## Compétition
Le classement est établi sur le barème de points suivant (victoire à 2 points, match nul à 1, défaite à 0).
Pour départager les égalités, on tient d'abord compte de la différence de buts générale, puis du nombre de buts marqués, puis des confrontations directes et enfin si le championnat est en jeu, les deux équipes jouent une rencontre d'appui sur terrain neutre.

### Classement[n 1]
| Rang | Équipe           | Pts | J | G | N | P | Bp | Bc | Diff |
| ---- | ---------------- | --- | - | - | - | - | -- | -- | ---- |
| 1    | SÍ Sørvagur      | 9   | 6 | 4 | 1 | 1 | 9  | 6  | +3   |
| 2    | KÍ Klaksvík      | 8   | 6 | 4 | 0 | 2 | 8  | 7  | +1   |
| 3    | HB Tórshavn      | 8   | 6 | 4 | 0 | 2 | 7  | 6  | +1   |
| 4    | B36 Tórshavn (T) | 8   | 6 | 3 | 2 | 1 | 4  | 6  | -2   |
| 5    | VB Vágur         | 5   | 6 | 2 | 1 | 3 | 3  | 1  | +2   |
| 6    | SÍF Sandavágur   | 4   | 6 | 2 | 0 | 4 | 9  | 8  | +1   |
| 7    | MB Miðvágur      | 0   | 6 | 0 | 0 | 6 | 2  | 8  | -6   |

|  | Vainqueur du championnat 1947 |
|  | (T) Tenant du titre           |

### Résultats[n 1]
| Résultats (▼dom., ►ext.) | B36 | HB  | KÍ  | MB  | SÍF | SÍS | VBV |
| B36 Tórshavn             |     | 0-4 | 3-1 |     |     | -   |     |
| HB Tórshavn              |     |     |     | -   |     | -   | -   |
| KÍ Klaksvík              |     | 3-2 |     | -   | 2-0 |     |     |
| MB Miðvágur              | -   |     |     |     | -   |     | 0-3 |
| SÍF Sandavágur           | 1-1 | 3-1 |     |     |     |     | -   |
| SÍ Sørvagur              |     |     | 2-1 | 5-2 | 2-5 |     |     |
| VB Vágur                 | 0-0 |     | 0-1 |     |     | -   |     |

1. 1 2 3   Le SÍF Sandavágur perd par forfait.
2. 1 2 3 4   Le MB Miðvágur perd par forfait.
3. 1 2   Le VB Vágur perd par forfait.

## Bilan de la saison
| Tableau d'Honneur                           |                 |
| Compétition                                 | Vainqueur       |
| Championnat des îles féroé de football 1947 | SÍ Sørvagur (1) |